# Слон Ивана Грозного

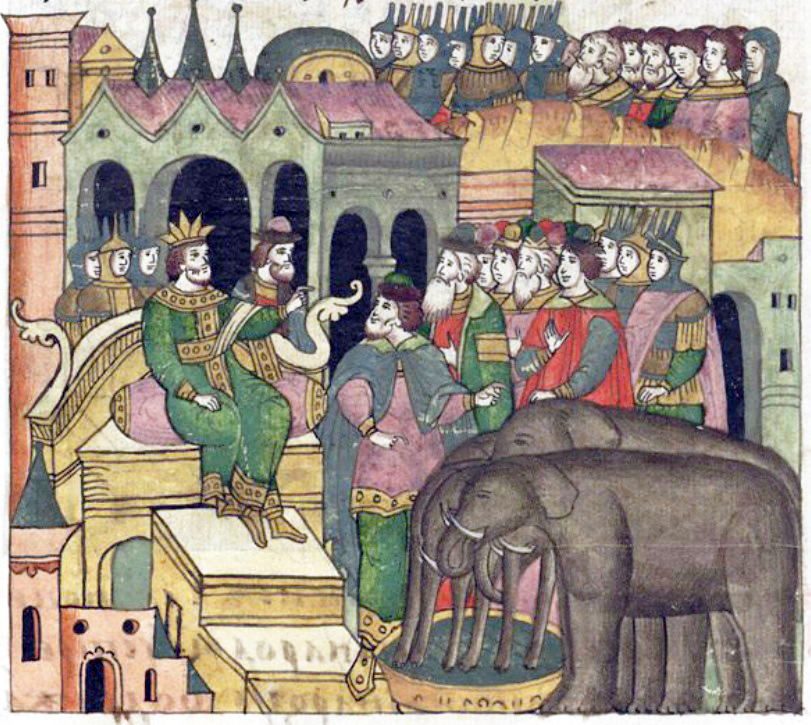
Слоны на миниатюре Лицевого летописного свода 1560—1570-х годов, иллюстрирующей события из истории Древнего Египта времён Птолемея IV

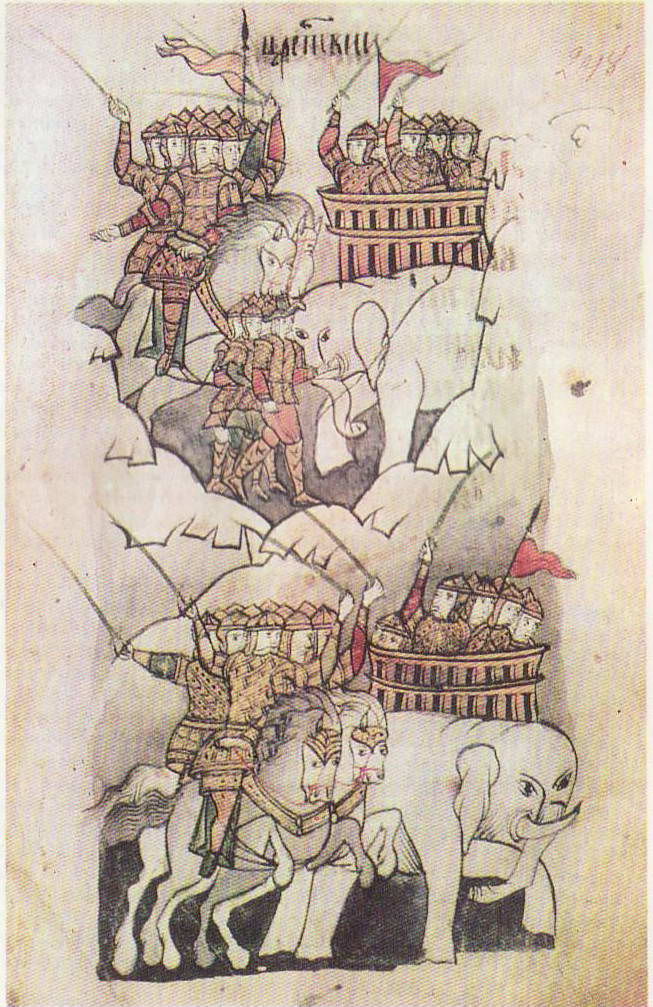
Слоны на миниатюре из «Александрии» XVII века, показывающей битву Александра Македонского с Пором

Слон Ивана Грозного — слон, присланный в дар царю Ивану IV от иранского шаха Тахмаспа. В третьей четверти XVI века проживал в Москве.
Об этом слоне сообщают два источника: «Записки о Московии» Г. Штадена и «Жизнь Иоанна Васильевича, великого князя Московии» П. Одерборна.

## Свидетельство Штадена
Генрих Штаден, долгое время живший в Москве, в 1577—1578 гг. написал сочинение, в котором изложил события с 1550-х до начала 1570-х годов. О слоне он сообщает следующее:
Великому князю был подарен слон вместе с арабом, который за этим слоном ухаживал. Араб получал в Москве большое жалованье. Это подметили русские бражники, то есть беспутные люди, пропойцы, которые в корчмах пьют и [зернью] играют. Из-за денег они тайно убили жену араба. — Вот этот-то араб был оклеветан и оговорен русскими вместе со своим слоном, что будто бы чума, о которой в Москве и не думали, произошла от него и его слона. Тогда араба и его слона сослали в опале в посад Городецкой. Араб умер там, и великий князь послал дворянина с наказом умертвить слона при помощи [крестьян] окрестных сох и посадских. Слон стоял [обычно] в сарае, а кругом сарая был тын. Неподалеку от него схоронили араба. Тогда слон проломил тын и улегся на могиле. Там его и добили; выбили у него клыки и доставили великому князю в доказательство того, что слон действительно околел.
Кроме этого, он отмечает место расположения слона — по одной версии, у Никольских, по другой — у Воскресенских ворот:
Ворота эти двойные. [Около них] во рву под стенами находились львы: их прислала великому князю английская королева. У этих же ворот стоял слон, прибывший из Аравии.

## Свидетельство Одерборна
Немецкий пастор Пауль Одерборн о слоне Ивана Грозного упоминает в «Памфлете», написанном в 1584 году. В России он никогда не был, а при составлении «Памфлета» основывался на разных источниках, как устных, так и письменных.
Слон персидский от шаха Тахмаспа должен был изучать придворный церемониал. Ранним утром великий князь начинал обучать слона становиться на колени. Тонким острым железным лезвием он прокалывал кожу на лбу у слона и этой кровавой операцией думал добиться цели. Увидя безнадежность попыток, он рассердился на слона и приказал рассечь его на части.

## Историография
В русских источниках слон не упоминается. Известно, что 1553 году в Москву прибыло иранское посольство, но в сохранившихся документах нет никаких сведений о дарах.
Согласно наиболее распространённой версии, слон был подарен Ивану Грозному шахом Тахмаспом. По оценке М. В. Моисеева, возможные годы пребывания слона в России можно ограничить интервалом от 1553 до 1571 года.
По версии Л. А. Юзефовича, этот слон был подарен Ивану Грозному шахом Аббасом. Однако, как отмечает М. В. Моисеев, это невозможно, поскольку шах Аббас взошёл на престол уже после смерти Ивана Грозного.
М. Б. Беседина высказывает мнение, что шах прислал в дар не одного, а двух слонов, один из которых, возможно, умер от болезни.
Существуют разные версии относительно местоположения Городецкого посада, где, согласно Штадену, умерли слон и его погонщик. По одной, это в Бежецком уезде, по другой — под Звенигородом, по третьей — в Городце Радиловом на Волге.

## Другие животные

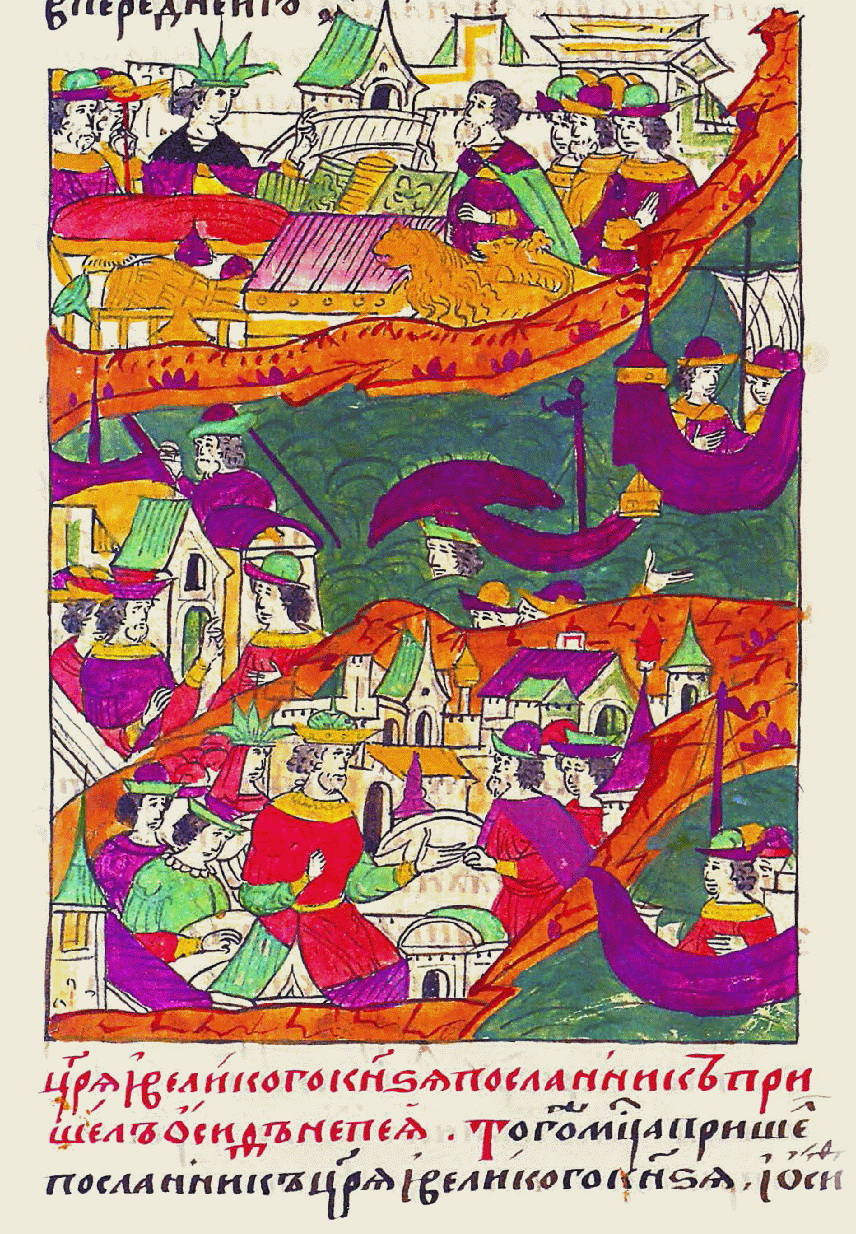
Возвращение Осипа Непеи из Англии. Сверху, рядом с людьми, изображены два льва

Животные, присылаемые в качестве даров, занимали заметную роль в дипломатическом этикете XVI—XVII веков. Чаще всего в дар посылались ловчие птицы и кони, а также охотничьи собаки и экзотические животные.
В 1557 году английская королева Мария I Тюдор прислала в дар Ивану Грозному льва и львицу, а также 12 собак. Львы жили в Алевизовом рве до 1571 года, пока не погибли при пожаре.
Слоны были подарены Михаилу Фёдоровичу шахом Аббасом в 1625 году. Отмечается, что слоновщики «тешили государя на слонах» в 1625 и 1626, за что были пожалованы.
В свою очередь, из России в дар иностранным государям посылались лоси и белые медведи.